# Debito fuori bilancio
I debiti fuori bilancio sono una componente del bilancio comunale. In alcuni casi specifici, infatti, il T.U.E.L. prevede la possibilità di iscrivere dei debiti fuori bilancio, ovvero debiti che non vengono considerati all'interno della struttura classica del bilancio comunale e che non concorrono quindi alla determinazione del risultato di amministrazione.
I debiti fuori bilancio sono concessi nel caso in cui derivino da:
- sentenze esecutive
- necessità di coprire disavanzi di consorzi, aziende speciali ed altre istituzioni;
- necessità di conferire nuovo capitale sociale a società costituite dall'ente comunale per l'erogazione di servizi pubblici (aziende di trasporto locali, ad esempio)
- acquisizione di beni e servizi, necessari alle funzioni dell'ente, ma non previsti all'interno del bilancio di previsione, né assimilabili a situazioni di emergenza [2].

I debiti fuori bilancio possono essere pagati anche nel corso di più anni e tramite il ricorso a mutui da parte dell'ente comunale.
È importante considerare anche la presenza di debiti fuori bilancio, molto spesso consistenti, al fine di determinare la buona gestione finanziaria ed economica del comune.